# 傑佛遜縣 (田納西州)
傑佛遜縣（英語：Jefferson County）是美國田納西州東部的一個縣。面積814平方公里。根據美国2000年人口普查，共有人口44,294人。縣治丹德里治 (Dandridge)。
成立於1792年6月11日，縣名是紀念美國第三任總統托马斯·杰斐逊 (時任副總統)。